# Joana Escobedo i Abraham
Joana Escobedo Abraham (Barcelona, 22 de setembre de 1942) és una escriptora, filòloga i bibliotecària catalana.

## Biografia
Diplomada per l'Escola de Bibliotecàries (1962) de la Diputació de Barcelona, i llicenciada en Filologia Romànica (Hispàniques) per la Universitat de Barcelona (1975), on obtingué el doctorat en Filologia amb una tesi sobre la poesia popular catalana del segle xviii (1992). Conservadora del Departament de Reserva Impresa i Col·leccions Especials de la Biblioteca de Catalunya des del 1978, a partir del 1995 esdevingué directora de la Unitat Bibliogràfica, fins a la seva jubilació el 2012. La seva activitat s'ha centrat bàsicament en tres àrees: el patrimoni bibliogràfic, l'ensenyament del català i la creació literària en el camp de la narrativa.
Especialista en documentació patrimonial, ha representat la Biblioteca de Catalunya en comissions i institucions de caràcter patrimonial com ara l'IFLA (International Federation of Library Associations and Institutions), LIBER (Ligue des Bibliothèques Européennes de Recherche), o CDNL (Conference of Directors of National Libraries). Ha estat membre del Comitè permanent de llibre rar i manuscrit de l'IFLA (2001-2009) i vocal de la Junta de Qualificació, Valoració i Exportació de Béns del Patrimoni Cultural de Catalunya (1993-2012), i és membre del consell de redacció de la revista Haidé: estudis maragallians.
A la Biblioteca de Catalunya ha comissariat diverses exposicions sobre llibre antic i manuscrit, entre les quals cal destacar Santiago Rusiñol (1861-1931), celebrada amb motiu del cinquantenari de la seva mort (1981), Bibliographica: documents dels segles VIII-XX, que coincidí amb la celebració del Congrés de l'IFLA a Barcelona (1993), Typographica: l'edició catalana, del llibre incunable el 1939 (1996), El Quixot: un heroi de paper, els papers d'un heroi 2005) o Ab initio: les lletres catalanes, un univers cultural (2008). És autora de diverses obres d'investigació i ha col·laborat en publicacions (Avui, Serra d'Or, Affar, El Pont, Latitud 39, Cartipàs, Cthonia, Gutenberg-Jahrbuch, Biblioteconomia, CLIJ i IFLA Rare Book and Manuscript Section Newsletter); els seus treballs tracten particularment sobre els incunables, el llibre antic, el món de l'edició, els fons personals, amb una especial dedicació a la poesia popular transmesa en plecs solts, objecte de la seva tesi doctoral.
Escobedo ha estat professora de català per a adults, de mestres d'Educació General Bàsica (1975-1979, programa patrocinat per la Diputació de Barcelona), i d'estudiants estrangers (de les universitats de Califòrnia i d'Illinois (1976-1991), de la Brethren College Abroad (1989-1991), i ha redactat -en coautoria- manuals de didàctica del català.
Entre finals dels setanta i principis dels vuitanta publicà diverses obres de narrativa: Silenci endins (1979) i Amic, amat (1980), ambdues a Edicions 62; Il·literal fou finalista al premi Sant Joan de novel·la catalana (1985). Fou membre del col·lectiu Ofèlia Dracs a l'obra Lovecraft, Lovecraft (1981).
El 2021 li fou concedida la Creu de Sant Jordi, «per la seva trajectòria extensa com a bibliotecària i especialització en documentació patrimonial».

## Llibres
Estudis i edicions
- La història de Alexandre contenida en la Crónica de los Conqueridores de Juan Fernández de Heredia. Tesi de llicenciatura, Universitat de Barcelona, 1975
- Plecs poètics catalans del segle xvii de la Biblioteca de Catalunya. Barcelona : Biblioteca de Catalunya, 1988
- Un incunable català retrobat [Horae secundum ordinem sancti Benedicti [Barchinone: Johannes Luschner, 1498 (?)]. Barcelona : Biblioteca de Catalunya, 1992
- Pròleg a Jordi Rubió i Balaguer. Llibreters i impressors a la Corona d'Aragó. Barcelona: Abadia de Montserrat, 1993
- Poesia popular catalana -no religiosa- del segle XVIII. Tesi doctoral. Universitat de Barcelona, 1995
- Pròleg a Alícia Cordón Mesa. Catálogo de los pliegos sueltos poéticos en castellano del siglo XVII de la Biblioteca de Catalunya. Alcalá de Henares: Universidad de Alcalá de Henares, 2001
- Pròleg a Antoni Boada. Les dones a la vida i l'obra de Jacint Verdaguer. Barcelona, 2002
- Mateu Avellaneda. La meva col·lecció Apel·les Mestres. Barcelona : Biblioteca de Catalunya, 2005
- Pròleg i edició de Pere Bohigas. Inventario de códices miniaturados o iluminados de procedencia catalana o existentes en las bibliotecas catalanas. Barcelona: Biblioteca de Catalunya, 2000
- Un incunable científic català: la Suma de la art de arismètica de Francesc Santcliment. Barcelona : Biblioteca de Catalunya, 2007
- Amb Josep Maria Cadena. Una colla anomenada Cargol. Barcelona : Biblioteca de Catalunya, 2011

Catàlegs d'exposicions
- Santiago Rusiñol (1861-1931): catàleg de l'exposició organitzada amb motiu del cinquantenari de la seva mort. Barcelona : Diputació de Barcelona 1981
- Bibliographica: documents dels segles VIII-XX. Barcelona : Biblioteca de Catalunya, 1993
- Typographica: l'edició catalana del llibre incunable el 1939. Barcelona : Biblioteca de Catalunya, 1996
- Pròleg a Aitor Quiney. Hermenegildo Miralles: arts gràfiques i enquadernació. Barcelona : Biblioteca de Catalunya, 2005
- El Quixot: un heroi de paper, els papers d'un heroi. Barcelona : Biblioteca de Catalunya, 2005

Ensenyament del català
- Amb Jaume Corbera, Elvira Silvestre i Narcís Garolera. Curs de llengua catalana per correspondència: 1r cicle. Barcelona, 1975 (diverses edicions)
- Amb Jaume Corbera i Elvira Silvestre. Curs de llengua catalana per correspondència: 2n cicle. Barcelona, 1976 (diverses edicions)
- Amb Elvira Silvestre. Mot a mot 1: exercicis de llengua catalana, 1r curs de BUP. Barcelona: Teide, 1981 (diverses edicions)
- Amb Elvira Silvestre. Mot a mot 2: exercicis de llengua catalana, 2n curs de BUP. Barcelona: Teide, 1983 (diverses edicions)

Creació literària
- Silenci endins. Barcelona: Edicions 62, 1979
- Amic, amat. Barcelona: Edicions 62, 1980
- Amb Ofèlia Dracs. Lovecraft, Lovecraft. Barcelona: Edicions 62, 1981